# سوزن تلقیح

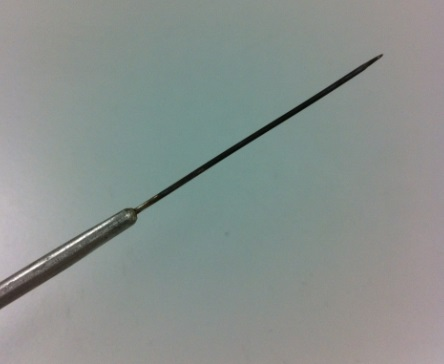
نمایی نزدیک از سوزن تلقیح

سوزن تلقیح یک ابزار آزمایشگاهی است که در زمینه میکروبیولوژی برای انتقال و تلقیح میکروارگانیسم‌های زنده استفاده می‌شود. این یکی از رایج‌ترین ابزارهای آزمایشگاهی بیولوژیکی است که می‌تواند یکبار مصرف یا قابل استفاده مجدد باشد. یک سوزن تلقیح استاندارد قابل استفاده مجدد از نیکروم یا پلاتین ساخته شده که روی دسته فلزی چسبانده شده‌است. یک سوزن تلقیح یکبار مصرف اغلب از رزین پلاستیکی ساخته می‌شود.